# Tercera División de España 2005-06
La temporada 2005-06 de la Tercera División de España fue durante esta campaña el cuarto nivel de competición de las Ligas de fútbol de España, por debajo de la Segunda División B y por encima de las Divisiones regionales. Comenzó el 24 de agosto de 2005 y finalizó el 25 de junio de 2006 con la promoción de ascenso.

## Sistema de competición
Los equipos participantes se repartieron en 18 grupos, en la mayoría de los cuales participaban 20 equipos. Cada grupo correspondía a una Federación territorial y, por lo tanto, a una Comunidad Autónoma, excepto en el caso de Andalucía que se dividía en dos grupos (IX y X), a los que se sumaban los clubes de las ciudades autónomas de Ceuta y Melilla del norte de África.
La distribución geográfica de los grupos fue la siguiente:
| - Grupo I: Galicia - Grupo II: Asturias - Grupo III: Cantabria - Grupo IV: País Vasco - Grupo V: Cataluña - Grupo VI: Comunidad Valenciana | - Grupo VII: Comunidad de Madrid - Grupo VIII: Castilla y León - Grupo IX: Andalucía (zona oriental) y Melilla - Grupo X: Andalucía (zona occidental) y Ceuta - Grupo XI: Islas Baleares - Grupo XII: Canarias | - Grupo XIII: Región de Murcia - Grupo XIV: Extremadura - Grupo XVa: Navarra - Grupo XVb: La Rioja - Grupo XVI: Aragón - Grupo XVII: Castilla-La Mancha |

El sistema de competición fue el mismo que en el resto de categorías de la Liga española de fútbol. Los equipos de cada grupo se enfrentaron todos contra todos en dos ocasiones, una en campo propio y otra en campo contrario. El ganador de un partido obtenía tres puntos, el perdedor no sumaba ninguno, y en caso de un empate había un punto para cada equipo. El orden de los encuentros se decidió por sorteo antes de empezar la competición. Al término de la temporada el equipo que acumulaba más puntos se proclamaba campeón de su grupo de Tercera División habiendo, por lo tanto, 18 campeones al final de esta campaña, uno por grupo. 
Los cuatro primeros equipos de cada grupo tenían derecho a participar en la promoción de ascenso a Segunda División B, salvo en los casos de los Grupos XVa y XVb en las que solo se clasificaban los dos primeros.
En la mayoría de los grupos, los últimos tres equipos clasificados descendieron a Divisiones Regionales correspondientes. Sin embargo, si un grupo viese disminuido el número de equipos por un número inesperado de ascensos a Segunda División B, la Federación Territorial podía autorizar la revocación de algún o alguno de los descensos a las Divisiones Regionales o aumentar las plazas de ascenso desde estas categorías a Tercera División. Por caso contrario, si se hubiese producido un descenso de equipos desde Segunda División B que aumentase el número de participantes del grupo para la siguiente temporada, se podrían aumentar el número de plazas de descenso a las categorías inferiores. En el caso de que durante el transcurso de la campaña algún equipo fuese expulsado o abandonase la competición, su plaza se computaría como una de descenso.
Referente a los equipos filiales, estos podían participar en esta categoría siempre que sus primeros equipos estuvieran compitiendo en categorías superiores de Liga española de fútbol puesto que no podían competir en la misma división. Por ello, si un equipo descendiese de Segunda División B a Tercera División y su filial estuviese militando en esta categoría, este era automáticamente descendido a su División Regional correspondiente. Del mismo modo, si un filial se hubiese clasificado para la promoción de ascenso a Segunda División B y uno de sus primeros equipos ya estuviese participando en esta categoría, no podría disputarla, por lo que su plaza pasaría al siguiente clasificado del grupo.

## Promoción de ascenso

### Equipos clasificados
Los equipos que se clasificaron para la promoción de ascenso a Segunda División B se exponen en la siguiente tabla:
Se indican en negrita los equipos que consiguieron el ascenso.
| Grupo I                            | Grupo II                      | Grupo III                         | Grupo IV             | Grupo V                             |
| ---------------------------------- | ----------------------------- | --------------------------------- | -------------------- | ----------------------------------- |
| 1º R.C. Deportivo de La Coruña "B" | 1º A.D. Universidad de Oviedo | 1º R.S. Gimnástica de Torrelavega | 1º Sestao River C.   | 1º Girona F.C.                      |
| 2º C.D. Lugo                       | 2º U.P. Langreo               | 2º U.M. Escobedo                  | 2º S.D. Gernika Club | 2º R.C.D. Espanyol de Barcelona "B" |
| 3º Laracha C.F.                    | 3º Ribadesella C.F.           | 3º C.D. Bezana                    | 3º S.D. Amorebieta   | 3º C.F. Gavà                        |
| 4º Alondras C.F.                   | 4º C.D. Lealtad               | 4º S.D. Noja                      | 5º Arenas Club       | 4º C.F. Vilanova i la Geltrú        |

| Grupo VI               | Grupo VII                | Grupo VIII                   | Grupo IX                   | Grupo X                |
| ---------------------- | ------------------------ | ---------------------------- | -------------------------- | ---------------------- |
| 1º Villarreal C.F. "B" | 1º Real Madrid C. F. "C" | 1º S.D. Gimnástica Segoviana | 1º Granada C.F.            | 1º Racing C. Portuense |
| 2º Valencia C.F. "B"   | 2º A.D. Parla            | 2º C.D. Mirandés             | 2º Granada Atlético C.F.   | 2º C.D. San Fernando   |
| 3º C.D. Eldense        | 3º C.D. Cobeña           | 3º C.D. Guijuelo             | 3º Motril C.F.             | 3º Arcos C.F.          |
| 4º C.D. Denia          | 4º Getafe C.F. "B"       | 4º C.D. Huracán Z            | 4º Arenas de Armilla C.yD. | 4º R.B. Linense        |

| Grupo XI                 | Grupo XII                    | Grupo XIII                 | Grupo XIV                   | Grupo XVa          |
| ------------------------ | ---------------------------- | -------------------------- | --------------------------- | ------------------ |
| 1º S.C.R. Peña Deportiva | 1º U.D. Fuerteventura        | 1º Orihuela C.F.           | 1º C.F. Villanovense        | 1º Peña Sport F.C. |
| 2º R. C. D. Mallorca "B" | 2º A.D. Laguna               | 2º A.D. Mar Menor          | 2º A.D. Cerro de Reyes B.A. | 2º C.D. Iruña      |
| 3º C.D. Ferriolense      | 3º C.D. Orientación Marítima | 3º Cartagena Promesas C.F. | 3º C.D. Don Benito          |                    |
| 4º C.F. Sporting Mahonés | 4º C.D. Atlético Granadilla  | 4º Pinatar C.F.-E.M.F.     | 4º Sporting Villanueva P.   |                    |

| Grupo XVb                  | Grupo XVI                       | Grupo XVII                    |
| -------------------------- | ------------------------------- | ----------------------------- |
| 1º A.D. Fundación Logroñés | 1º C.D. Universidad de Zaragoza | 1º U.D. Puertollano           |
| 2º C.D. Logroñés           | 2º U.D. Barbastro               | 2º C.D. Guadalajara           |
|                            | 3º Andorra C.F.                 | 3º C.D. Toledo                |
|                            | 4º A.D. Sabiñánigo              | 4º C.F. Gimnástico de Alcázar |

- El cuarto clasificado del Grupo IV fue el C.D. Basconia, pero este no pudo participar en la promoción de ascenso a Segunda División B porque el Bilbao Athletic iba a competir en esta categoría durante la siguiente temporada y ambos eran filiales del Athletic Club. Por ello, el quinto clasificado, el Arenas Club, participó en la misma para ocupar la plaza que se quedó vacante del grupo.

### Equipos ascendidos
Los siguientes equipos obtuvieron el ascenso a Segunda División B:
| Grupo I - C.D. Lugo Grupo II - A.D. Universidad de Oviedo Grupo III - R.S. Gimnástica de Torrelavega Grupo IV - Sestao River C. Grupo V - R.C.D. Espanyol de Barcelona "B" Grupo VI - Valencia C.F. "B" - C.D. Eldense | Grupo VII - C.D. Cobeña Grupo VIII - C.D. Guijuelo Grupo IX - Granada C.F. Grupo X - Racing C. Portuense Grupo XI - No ascendió ningún equipo de este grupo Grupo XII - C.D. Orientación Marítima | Grupo XIII - Orihuela C.F. Grupo XIV - C.F. Villanovense Grupo XVa - No ascendió ningún equipo de este grupo Grupo XVb - C.D. Logroñés Grupo XVI - U.D. Barbastro Grupo XVII - U.D. Puertollano |